# Pawłowięta
Pawłowięta (dawniej niem. Paulinenhof) – opuszczona część wsi Lembruk, położona w województwie warmińsko-mazurskim, w powiecie mrągowskim, w gminie Mrągowo.
W latach 1975-1998 miejscowość administracyjnie należała do województwa olsztyńskiego.
W latach 1850–1851, ze skupu gruntów chłopskich, należących do gruntów wsi Lembruk, utworzono majątek dworski Pawłowięta (Paulinenhof). W 1904 r. do majątku należało prawie 11 włók. W osadzie była mleczarnia.
W 1973 r. osada Pawłowięta należała do sołectwa Kiersztanowo.
W miejscowości brak zabudowy.